# Dasypolia akbar
Dasypolia akbar là một loài bướm đêm trong họ Noctuidae.